# Petit Traité des grandes vertus
Le Petit Traité des grandes vertus est un essai du philosophe André Comte-Sponville paru en 1995. Il y développe des articles spécifiques pour chacune des vertus qu'il considère comme importantes, c'est-à-dire celles qui augmentent l'estime morale d'une personne qui en est pourvue et dont l'absence la diminuerait. D'une trentaine de vertus à l'analyse, il n'en retiendra que dix-huit pour cet ouvrage, incapable, avoue-t-il, d'en réduire le nombre. L'auteur se départ de toute morale, de tout système : c'est de la « morale appliquée plutôt que théorique, vivante autant que se peut plutôt que spéculative. ».
En 1996, le livre reçoit le prix La Bruyère de l'Académie française. C'est un succès éditorial, vendu en France à 300 000 exemplaires (hors poche), et traduit en vingt-quatre langues.

## Résumé
(février 2020).
La vertu peut s'enseigner plus par l'exemplarité de l'éducateur que par la lecture des livres ou que par des leçons de morale. D'autre part, pour être efficace, il convient d'exclure la morale des tristes, la triste morale...
« Une Vertu est une force qui agit ou qui peut agir. [.] Vertu c'est puissance spécifique [...] La vertu d'un être, c'est ce qui fait sa valeur, autrement dit son excellence propre. »
Toute vertu est historique. « La vertu humaine résulte de son hominisation comme fait biologique et de son humanisation comme exigence culturelle. ».
La vertu s'acquiert par l'éducation et les expériences individuelles et collectives en lien avec les exigences universelles de dignité humaine, de droits humains, et de l'idée que l'on se fait de l'être humain et de la vie bonne.
Une vertu n'a d'intérêt que si elle est incarnée, vécue, en actes.
Se référant à Aristote : « Toute vertu est un sommet entre 2 vices, une ligne de crête entre 2 abîmes : 
- le courage entre lâcheté et témérité,
- la dignité entre complaisance et égoïsme
- La douceur entre colère et apathie. »[7].

## Thèmes
- La politesse
- La fidélité
- La prudence
- La tempérance
- Le courage
- La justice
- La générosité
- La compassion
- La miséricorde
- La gratitude
- L'humilité
- La simplicité
- La tolérance (le respect)
- La pureté
- La douceur
- La bonne foi (l’honnêteté, la probité)
- L'humour
- L'amour

## Réception
Selon le philosophe belge Michel Meyer : « La parution du Petit Traité des Grandes Vertus a été un choc pour beaucoup d’entre nous. Il faut dire que, dans les pays de langue française, on était kantien en morale ou on n’était pas. Le retour d’une éthique centrée sur la vertu a décontenancé plus d’un philosophe mais a captivé un public élargi qui voyait bien ce qu’il y avait de novateur dans ce Traité. »